# 민시후
민시후(1989년 5월 7일 ~ )는 대한민국의 작곡가, 피아니스트, 재즈 피아니스트이다. 민시후는 미국 보스턴의 명문 버클리 음악 대학을 거쳐 버클리 발렌시아 음악 대학원에서 현대음악 연주 석사 과정을 마치고 2017년 귀국하였고, 2018년 4월 EP앨범 [Reminiscence]로 데뷔하였다.

## 음반
| 앨범 | 앨범 제목    | 발매일      | 타이틀                                    |
| ---- | ------------ | ----------- | ----------------------------------------- |
| 미니 | Reminiscence | 2018.4.12.  | Reminiscence                              |
| 싱글 | Alone        | 2018.9.21.  | Alone                                     |
| 싱글 | Village      | 2018.10.02. | Village (There used to be a village here) |
| 정규 | Sihu         | 2018.11.14. | Love                                      |

## 공연
- 2018.4.28. [피아노 솔로 시리즈] @삼청로 146
- 2018.9.01. [사운드로잉 콘서트] @언더스탠드에비뉴
- 2018.10.06. [서울숲 재즈페스티벌 2018]
- 2019.02.14. ~ 2019.02.17. 손 내밀면 닿을 듯한 [민시후 오픈 작업실 & 라이브] @라이너노트
- 2019.04.26. [미드나잇 인 서울 2019] @취향관
- 2019.06.14. 손 내밀면 닿을 듯한 [음악 - 잠들지 않는 꿈] @라이너노트
- 2019.07.20. [라운드 미드나잇 2019 SUMMER] @플레이스 캠프 제주
- 2019.08.24. [피아노, 마음의 잔상을 그리다] @CGV청담씨네시티 M CUBE관
- 2019.11.02. [The Piano Room 민시후 피아노 콘서트] @마리아칼라스홀
- 2020.11.28. [민시후 피아노 콘서트] @글로리어겐 본회퍼홀
- 2021.03.21. [힐링콘서트 Reminiscence] @가톨릭문화원 아트센터 실비아홀
- 2021.04.30. [자기우주: 민시후 & MQQN] @게토얼라이브
- 2021.05.15. [피아노 향기] @플레이스디
- 2021.10.16. [피아노 콘서트 크리에이티브] @로로스페이스
- 2021.12.25. [감각주의 '모네를 느끼다'] @윤당아트홀
- 2022.04.08. [필운동 콘서트 '기억의 음률'] @홍건익 가옥
- 2022.06.25. [감각주의 '르누아르를 느끼다'] @성수아트홀
- 2022.07.28. [감각주의 '모네를 느끼다'] @대덕문화전당
- 2022.08.31. ['Jazz Bistro Blue in Paris' 리차드로 트리오] @세종 세종문화예술회관
- 2022.09.28. ['Jazz Playbook' 리차드로 퀄텟] @당진문예의전당 대공연장
- 2022.12.17. [감각주의 '모네를 느끼다'] @JCC아트센터
- 2023.03.27. [감각주의 '르누아르를 느끼다'] @강남구청
- 2023.03.29. [감각주의 '모네를 느끼다'] @목포시민문화체육센터 소공연장
- 2023.04.24. [감각주의 '고흐를 느끼다'] @세종문화회관 체임버홀
- 2023.04.26. ['Jazz Playbook' 리차드로 퀄텟] @안동문화예술회관
- 2023.05.10. [감각주의 '모네를 느끼다'] @안동문화예술회관
- 2023.05.12. [감각주의 '모네를 느끼다'] @대덕문화전당
- 2023.06.10. [감각주의 '고흐를 느끼다'] @성수아트홀